# Arundel (West Sussex)
Arundel [ˈæɹəndəl] ist eine Marktstadt und Gemeinde (Civil Parish) im Süden Englands  in der Grafschaft West Sussex zum Arun District. Überregionale Bekanntheit weist die Stadt durch das Arundel Castle auf, das zu den besterhaltenen Schlössern des Mittelalters in Großbritannien zählt. Es ist der Stammsitz der mächtigen Earls of Arundel, die zugleich Dukes of Norfolk waren und das Ortsbild nachhaltig prägten.
In der rund 3500 Einwohner zählenden Ortschaft befindet sich mit der FitzAlan-Kapelle ein einzigartiger Sakralbau, der in der Mitte durch eine Wand geteilt ist. Dies geht auf den englischen Bürgerkrieg zurück und war Teil einer Friedensvereinbarung zwischen den Protestanten und den Katholiken.
Arundel ist Sitz des römisch-katholischen Bistums Arundel und Brighton. Die Kathedrale Our Lady and St. Philip Howard wurde im 19. Jahrhundert im Stil der französischen Gotik um 1400 erbaut und am 1. Juli 1873 geweiht.
Der Fluss Arun, der die Stadt im Westen durchfließt, wurde nach der Ortschaft benannt und hieß früher Tarrant.
Im Tristan Gottfrieds von Straßburg ist dieses Herzogtum die Heimat Herzog Jovelins, seiner Frau Karsie und ihren Kindern Kaedin und Isolde Weißhand (V. 18690–18717).

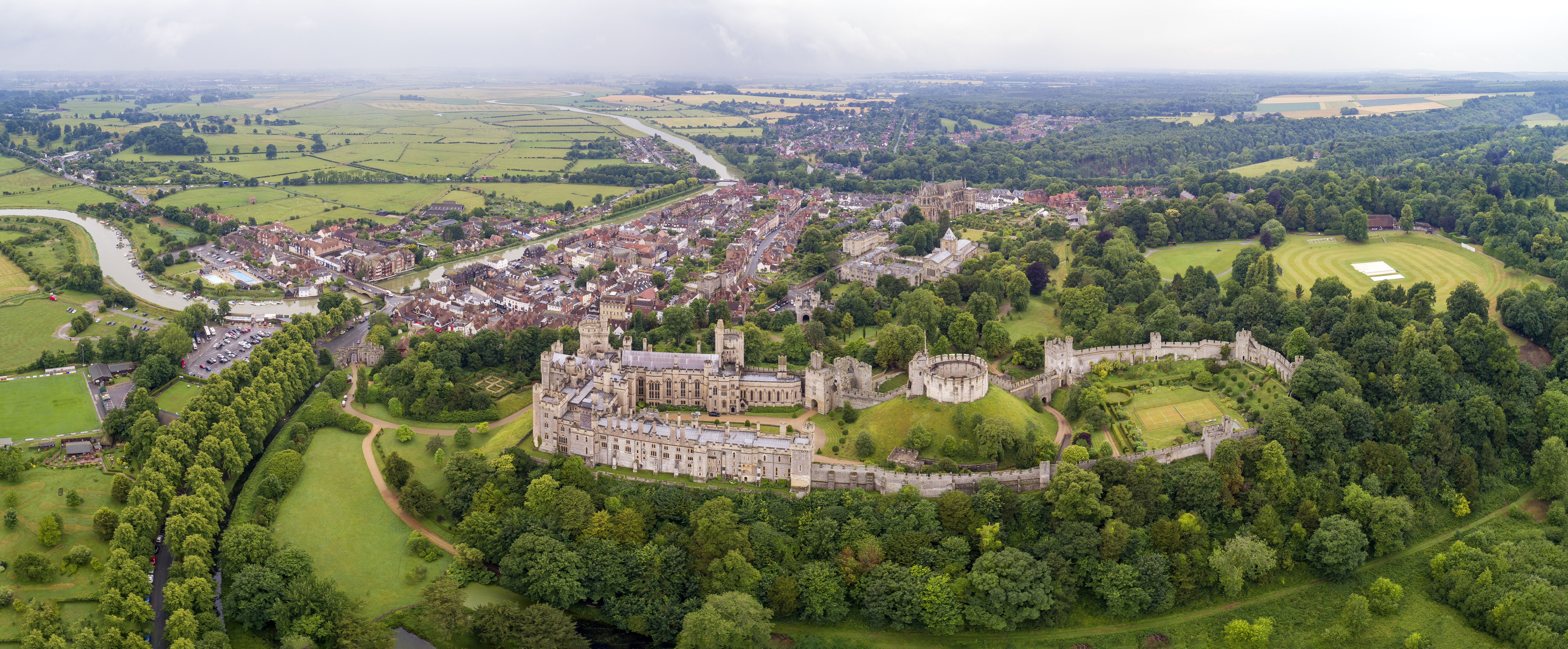
Arundel Castle, 2017
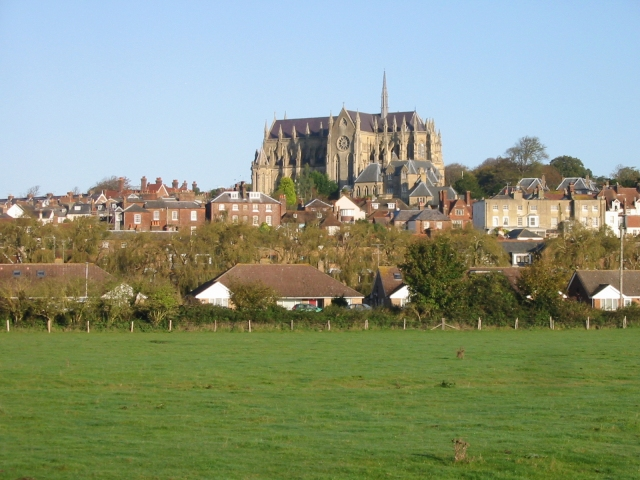
Blick auf Arundel mit Kathedrale